# ألثيا جيبسون
ألثيا جيبسون (بالإنجليزية: Althea Gibson) (مواليد 25 أغسطس 1927 - الوفاة 28 سبتمبر 2003) هي لاعبة كرة مضرب محترفة أمريكية سابقة ولاعبة غولف أيضاً. كانت تلعب باليد اليمنى، اعتزلت اللعب في 1958. تُعتبر أول سوداء فازت بإحدى ألقاب الجراند سلام في رولان غاروس 1956.

## روابط خارجية
- ألثيا جيبسون على موقع IMDb (الإنجليزية)
- ألثيا جيبسون على موقع الموسوعة البريطانية (الإنجليزية)
- ألثيا جيبسون على موقع مونزينجر (الألمانية)
- ألثيا جيبسون على موقع ميوزك برينز (الإنجليزية)
- ألثيا جيبسون على موقع إن إن دي بي (الإنجليزية)
- ألثيا جيبسون على موقع ديسكوغز (الإنجليزية)
- ألثيا جيبسون على موقع قاعدة بيانات الفيلم (الإنجليزية)
- ألثيا جيبسون على موقع الاتحاد الدولي لكرة المضرب (الإنجليزية)
- ألثيا جيبسون على موقع قاعة مشاهير كرة المضرب الدولية (الإنجليزية)
- ألثيا جيبسون على موقع خلاصة التنس.كوم (الإنجليزية)
- ألثيا جيبسون على موقع أوليمبيديا (الإنجليزية)
- ألثيا جيبسون على موقع قاعة فلوريدا للمشاهير الرياضية (الإنجليزية)